# La Mariña (España)
La Mariña(llamada oficialmente San Xurxo da Mariña) es una parroquia española del municipio de Ferrol, en la provincia de La Coruña, Galicia.

## Entidades de población
Entidades de población que forman parte de la parroquia:
- Vila da Area
- Vila da Iglesia (Vila da Eirexa)

## Demografía
| Gráfica de evolución demográfica de La Mariña entre 2000 y 2019 |
|                                                                 |
| Datos según el nomenclátor publicado por el INE.                |